# Kathrine Chemnitz
Vilhelmine Else Kathrine Dorthe Chemnitz, født Josefsen (28. juni 1894 i Qaqortoq – 1. december 1978 i Nuuk) var en grønlandsk politiker.

## Familie
Hendes forældre var Kanuthus Josefsen og Juliane Kielsen. Hun giftede sig i 1917 med Jørgen Chemnitz, sammen fik de 6 børn, bl.a. Guldborg og Lars Chemnitz.

## Karriere
Tidligt i 1900-tallet var der ingen uddannelse for kvinder på Grønland. Hun fik derfor job som kiffaq, dvs. tjenestepige, hos en dansk familie. Hun blev hos denne familie til Danmark, hvor det forsøgte at få hende ind på en husmorskole. Ansøgningen blev imidlertid afslået af Jens Daudgaard-Jensen, som var direktør for Den Kongelige Grønlandske Handel. Han måtte godkende alle uddannelser som grønlændere søgte på i Danmark. Afslaget var begrundet i at hun ikke ville blive respekteret i Danmark.
Dette afslag gjorde at hun senere blev en forkæmper for grønlandske kvinders uddannelse.
Chemnitzfamilien hun havde giftet sig ind i var en indflydelsesrig og veluddannet familie. Dette bidrog til at hun fik muligheden til at bidrage til at etablere den første kvindeforening i Grønland i Nuuk. Hun var formand her, og da der senere blev etableret flere lokale kvindeforeninger, og disse blev samlet i en landsforening i 1960 ble hun formand også for landsforeningen. Denne forening hed De Grønlandske Kvindeforeningers Sammenslutning (APK – Kalaallit Nunaanni Arnat peqatigiit Kattuffiat).
I 1948 blev hun medlem af Grønlandskommissionen, som den eneste grønlandske kvinde. Her havde hun job i flere udvalg og fik bl.a. sikret etableringen af to husholdningsskoler i Qaqortoq og Aasiaat. Da ophørte sammen med stillingen i 1950 blev hun tildelt Den Kongelige Belønningsmedalje i guld.